# Friedwardt Winterberg
Friedwardt Winterberg (* 12. Juni 1929 in Berlin) ist ein deutschstämmiger US-amerikanischer theoretischer Physiker.

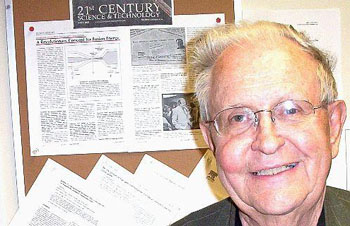
Friedwardt Winterberg

## Leben
Winterberg erhielt 1953 sein Physik-Diplom an der Johann Wolfgang Goethe-Universität Frankfurt am Main bei Friedrich Hund und promovierte 1955 in Göttingen bei Werner Heisenberg. Danach war er 1955 bis 1959 am Forschungsreaktor Geesthacht bei Kurt Diebner als Gruppenleiter (er entwickelte damals das Konzept für die reaktorgetriebene Otto Hahn mit). 1959 ging er in die USA und war bis 1963 Assistenzprofessor für Physik am Case Institute of Technology in Cleveland (Ohio). Seit 1963 ist er Professor für theoretische Physik an der University of Nevada, Reno. Er nahm 1968 die US-Staatsbürgerschaft an.
Winterberg beschäftigte sich u. a. mit Allgemeiner Relativitätstheorie und Plasmaphysik. Darüber hinaus publizierte er zahlreiche Artikel über Trägheitsfusionskonzepte und alternative Konzepte für Wasserstoffbomben. Erste solche Konzepte meldete er schon 1956 mit Kurt Diebner zum Patent an. Ende der 1970er Jahre schlug er am „Desert Research Institute“ in Nevada auch die Verwendung nuklear gezündeter Laserwaffen zur Raketenabwehr vor. Das Konzept wurde in den 1980er Jahren im „Star-Wars-Programm“ der Reagan-Regierung von Peter Hagelstein u. a. verfolgt. Winterberg selbst arbeitete nie im Waffenprogramm der US-Regierung und hat deshalb auch keine Geheimhaltungsklauseln zu befolgen.
1954 schlug er vor, die Allgemeine Relativitätstheorie mit Atomuhren in Erdsatelliten zu testen (Astronautica Acta 1955), ein Konzept das später im GPS-System realisiert wurde. 1963 schlug er ein Verfahren vor, Walter Elsassers Dynamo-Konzept des Ursprungs planetarer und solarer Magnetfelder zu testen.
In den 1950er Jahren schlug er einen Raumschiffsantrieb über thermonukleare Mikroexplosionen vor, der auch für interstellare Reisen geeignet sein sollte. Für seine Arbeit über nuklearen Antrieb in der Raumfahrt brachte ihm 1979 die Herman Oberth Goldmedaille der „Herman Oberth-Wernher von Braun International Space Flight Foundation“. Er ist Mitglied der Internationalen Astronautischen Akademie in Paris, wo er Mitglied des Komitees für interstellare Raumfahrt war, und Ehrenmitglied der Deutschen Gesellschaft für Luft- und Raumfahrt – Lilienthal-Oberth.
1983 beteiligte sich Winterberg an öffentlichen Diskussionen um die von der Office of Special Investigations (OSI) betriebene Ausweisung und Aberkennung der US-Staatsbürgerschaft für Arthur Rudolph, den Haupt-Konstrukteur der Saturn-V-Raketen, die die Mondlandung ermöglichten. Rudolph wurde Beteiligung an Kriegsverbrechen während seiner Zeit bei der Entwicklung deutscher Raketenwaffen im Zweiten Weltkrieg vorgeworfen – Rudolph war 1943 bis 1945 Direktor der „Mittelwerke“ im Harz. Rudolph wurde zwar entlastet, musste aber die USA verlassen und nahm wieder die deutsche Staatsbürgerschaft an. Winterberg trat vehement in der US-Öffentlichkeit für Rudolph ein und wies u. a. 1992 darauf hin, dass das OSI Dokumente von DDR-Behörden angefordert hatte.
Bekannt wurde Winterberg auch durch seine Beteiligung am Disput über den Hilbert-Einstein-Prioritätsstreit. Dabei geht es darum, wer zuerst 1915 die Feldgleichungen der Allgemeinen Relativitätstheorie aufstellte: David Hilberts und Albert Einsteins Arbeiten erschienen fast gleichzeitig, allerdings war Hilberts Aufsatz etwas früher datiert, weswegen ihm lange Zeit eine Priorität bzw. die unabhängige Ableitung der Feldgleichungen eingeräumt wurde. 1997 hatten Leo Corry, Jürgen Renn und John Stachel in Science einen Aufsatz veröffentlicht in dem sie auf die von ihnen in der Göttinger Staats- und Universitätsbibliothek aufgefundenen Korrekturfahnen von Hilberts Abhandlung hinwiesen, die zeigen sollten, dass dieser nach Kenntnis von Einsteins Arbeiten (die zuerst erschienen) seinen Aufsatz änderte. In den Korrekturfahnen fehlten die expliziten Feldgleichungen im Gegensatz zum veröffentlichten Aufsatz noch. Dabei versäumten sie es aber darauf hinzuweisen, dass die Korrekturfahnen selbst unvollständig waren – etwa zwei Seiten waren mit der Schere ausgeschnitten. Winterberg publizierte dies 2004 in der Zeitschrift für Naturforschung A, trug darüber auf der Frühjahresversammlung der APS 2005 in Tampa vor und unterstrich dabei, das die Feldgleichungen in impliziter Form auch bei Hilbert vorhanden waren. Gleichzeitig deutete er an, dass hinter den manipulierten Fahnenkorrekturen Fälschungsabsichten stehen könnten. Unterstützung erhielt Winterberg durch Untersuchungen der Wissenschaftshistorikerin Daniela Wuensch, die durch genaue Untersuchung der Korrekturfahnen argumentiert, dass die fehlenden Seiten erst sehr viel später ausgeschnitten wurden.